# Cyclocephalini

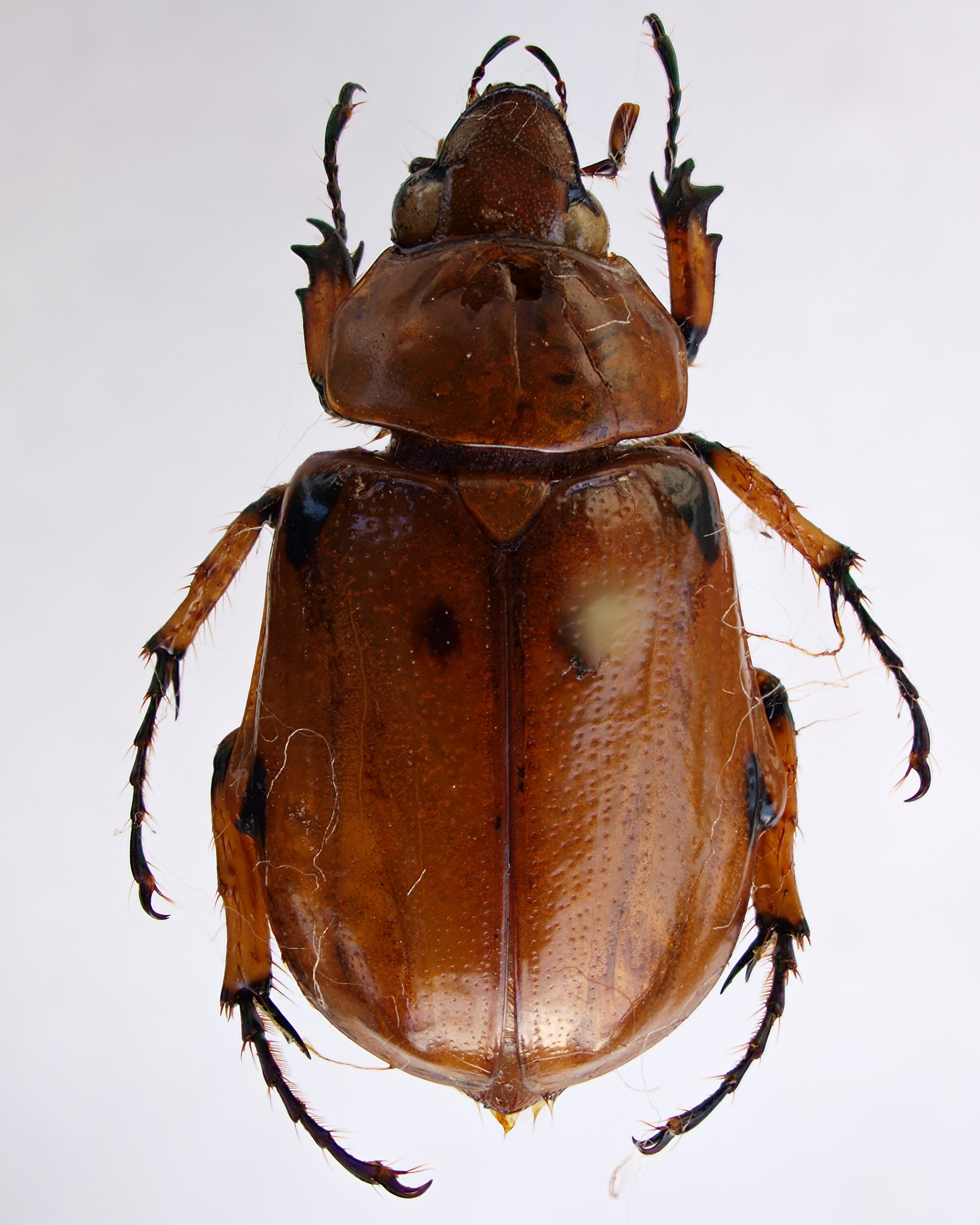
Ancognatha vulgaris

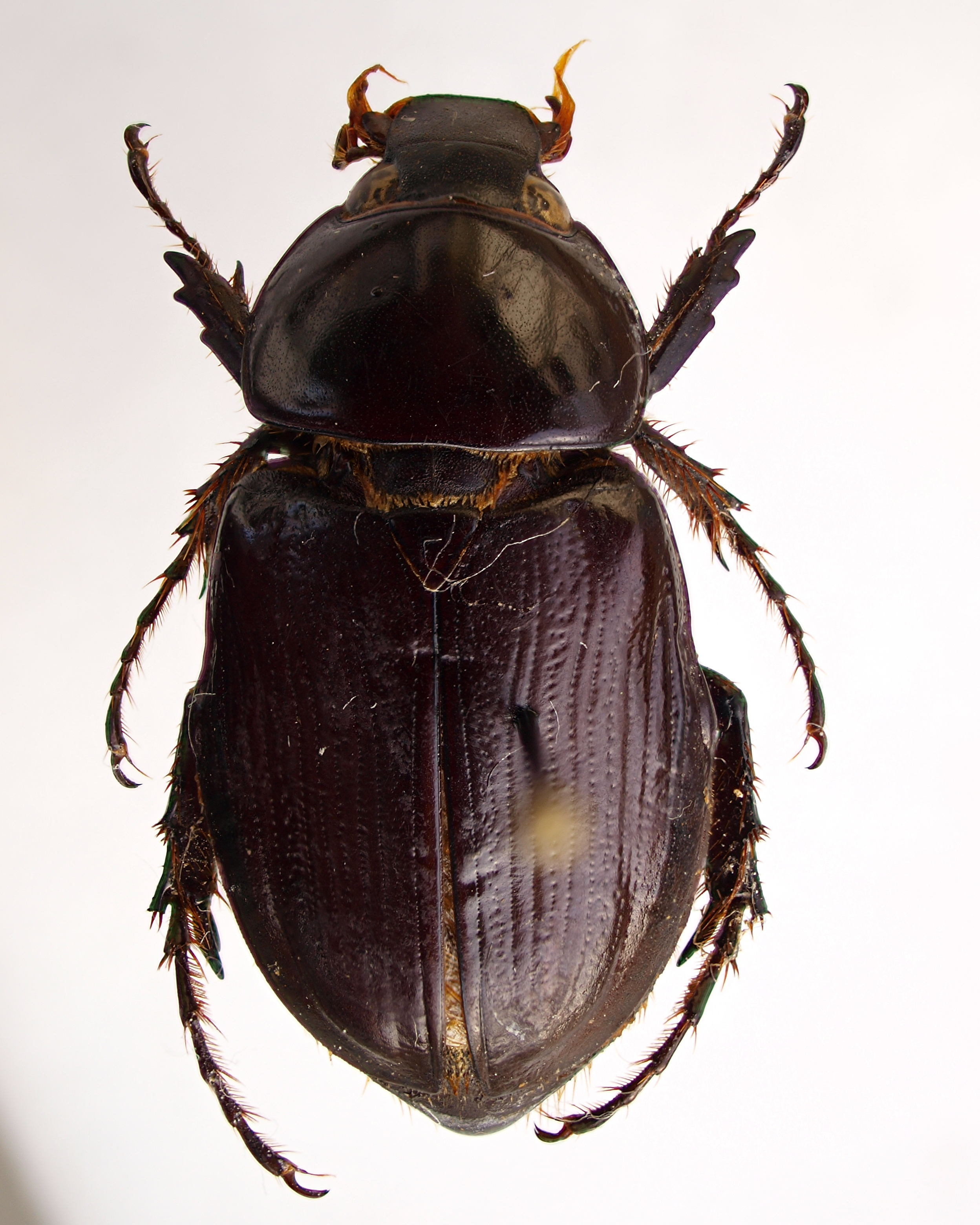
Aspidolea fuliginea

Cyclocephalini (лат.) — триба пластинчатоусых жуков из подсемейства Dynastinae. Около 500 видов, включая опылителей и вредителей сельскохозяйственных культур.

## Распространение
Южная Америка (большинство видов), Северная Америка и один род (Peltonotus) встречается в Юго-Восточной Азии.

## Описание
Среднего размера жуки (чаще 1—2 см, до 40 миллиметров), часто рогатые, основная окраска коричневая и разноцветная (с красными, жёлтыми, бурыми и чёрными отметинами), тело обычно гладкое и блестящее. Самцы отличаются увеличенными передними ногами и крупными коготками. Опылители и вредители как дикорастущих, так и сельскохозяйственных культур.
Некоторые виды употребляются в пищу местными народностями: например, племя Lacandon (Chiapas) едят личинок, куколки и имаго жуков Cyclocephala fasciolata. Эквадорцы употребляют в пищу личинок жуков Ancognatha castanea Erichson, A. jamesoni Murray, и A. vulgaris Arrow.

## Систематика
Около 500 видов и 14 родов. Эволюционные взаимоотношения с близкими группами остаются неясными. Исследование показали на филогенетическую близость к Oryctoderini, а также к трибам Anomalini и Rutelini из подсемейства Rutelinae.

### Перечень родов
- Acrobolbia Ohaus, 1912
- Ancognatha Erichson, 1847
- Arriguttia Martinez, 1960
- Aspidolea Bates, 1888
- Augoderia Burmeister, 1847
- Chalepides Casey, 1915
- Cyclocephala Dejean, 1821
  - =Aclinidia Casey 1915
  - =Mimeoma Casey, 1915[9]
- Dyscinetus Harold, 1869
- Erioscelis Burmeister, 1847
- Harposcelis Burmeister, 1847
- Peltonotus Burmeister, 1847
- Ruteloryctes Arrow, 1908
- Stenocrates Burmeister, 1847
- Surutu Martínez, 1955